# Casabindo
Casabindo es una localidad en el departamento Cochinoca en la provincia de Jujuy, Argentina.
Fue fundado por el español Diego de Almagro en el año de 1535, por lo que se trata del segundo pueblo más antiguo de la República Argentina, tras el poblado de la Isla Martín García, en la Provincia de Buenos Aires que fue fundado en 1516. Y sin tener en cuenta la fundación del Fuerte de Sancti Spiritu en la Provincia de Santa Fe ocurrido en el año de 1527, ya que fue destruido en 1529 por los indios pueblos originarios.
De esta manera, Casabindo es el pueblo hispánico más  antiguo en tierra firme de Argentina.
Al año siguiente se fundaría la ciudad de Buenos Aires.
El pueblo también es conocido por la Capilla de Nuestra Señora de la Asunción. Fue frente a esta iglesia donde el joven nativo Pantaleón de la Cruz Tabarca se levantó en contra de los españoles y desafió a los toros gritando por la libertad. Este acto dio inicio a una tradición que perdura hasta hoy en día.
La localidad fue uno de los ejes de la administración del antiguo Marquesado de Yavi o del Valle de Tojo, ya que toda la región constituía un mayorazgo otorgado a Bernardo de Ovando a mediados del siglo XVII, que luego pasaría al control de la familia Fernández Campero. 

## Toponimia
Su nombre deriva de casabindos antigua parcialidad de los lickanantai, en idioma originario el nombre Casabindo significaría "hondura helada".

## Geografía

### El poblado
Casabindo se encuentra a una altitud de  3400 m s. n. m., en pleno sector norte del Altiplano andino, unos 55 km al suroeste de Abra Pampa.
Su iglesia es enorme en comparación con la aldea, sus cimientos datan de 1690 aunque casi todo el edificio actual data de 1772 cuando el Deán Gregorio Funes impulsó su concreción, tal templo se conserva casi exactamente como en 1772, posee una bóveda en forma medio cañón, en tal edificio eclesial se encuentran un campanario una de cuyas campanas de bronce tiene grabado el año de su fundición (1772),  pinturas de la escuela cuzqueña Ángeles Arcabuceros, por su importancia histórica y edilicia así como por la congregación  de multitudes que ocurren todos los 15 de agosto es llamada «La catedral de la Puna»; el 15 de agosto se celebran fiestas en honor a la Asunción de la Virgen María, luego de la fiesta se lleva a cabo el "Toreo de la vincha", única manifestación taurina que se realiza en la República Argentina (esta tauromaquia es absolutamente incruenta ya que a los toros no se les sacrifica sino que solo se les quita una "vincha" -banda de tela- que llevan en los cuernos-).

### Demografía
- Población en 1991: 95 hab. (INDEC)
- Población es 2001: 155 hab. (INDEC), de los cuales el 48,39% son mujeres y el 51,61% son hombres
- Población en 2011: 165 hab. (INDEC)

### Climatología
En el invierno el frío es muy intenso y suele haber registros de hasta -20 °C.

### Sismicidad
La sismicidad del área de Jujuy es frecuente y de intensidad baja, y un silencio sísmico de terremotos medios a graves cada 40 años.
- Sismo de 1863: aunque dicha actividad geológica catastrófica, ocurre desde épocas prehistóricas, el terremoto del 4 de enero de 1863 (162 años),[5] señaló un hito importante dentro de la historia de eventos sísmicos jujeños, con 6,4 Richter. Pero nada cambió extremando cuidados y/o restringiendo códigos de construcción.[4]
- Sismo de 1948: el 25 de agosto de 1848 (176 años) con 7,0 Richter, el cual destruyó edificaciones y abrió numerosas grietas en inmensas zonas[5][4]
- Sismo de 2009: el 6 de noviembre de 2009 (15 años) con 5,6 Richter